# یواس‌اس ماری (اس‌پی-۱۰۰)
یواس‌اس ماری (اس‌پی-۱۰۰) (به انگلیسی: USS Marie (SP-100)) یک کشتی بود که طول آن ۷۰ فوت ۳ اینچ (۲۱٫۴۱ متر) بود. این کشتی در سال ۱۹۱۲ ساخته شد.